# Cădere liberă (film)
Cădere liberă (în engleză Falling Down) este un film thriller american din 1993, regizat de Joel Schumacher. În acest film, Michael Douglas interpretează rolul lui William Foster (denumit și „D-Fens”), un inginer din industria de apărare, divorțat și șomer. În prim-plan se află ieșirile violente ale lui Foster în timp ce acesta străbate pe jos orașul Los Angeles, încercând să ajungă la casa fostei sale soții cu prilejul aniversării zilei de naștere a fiicei lor. De-a lungul drumului, o serie de întâlniri triviale și provocatoare îl determină să reacționeze cu violență și să facă observații sardonice cu privire la viață, sărăcie, economie și mercantilism. Robert Duvall îl interpretează pe Martin Prendergast, un sergent în vârstă de la LAPD, aflat în ultima sa zi de lucru de dinainte de pensionare, care se confruntă cu propriile frustrări în timp ce-l urmărește pe Foster.
Titlul filmului, referindu-se la căderea psihică a lui Foster, este luat din rima „London Bridge is Falling Down”, care este un motiv recurent pe tot parcursul filmului.

## Rezumat
William Foster (Michael Douglas) este recent divortat și fosta lui soție, Beth (Barbara Hershey), are un ordin de restricție pentru a-l ține pe Foster departe de ea și de fiica lor, Adele. În plus, Foster a fost concediat în luna precedentă de către agenția de apărare, la care lucra. Frustrarea sa îi crește într-o zi extrem de călduroasă ca urmare a defecțiunii la aparatul de aer condiționat, a unei muști care-i bâzâie la ureche și a blocării sale în trafic. Din ce în ce mai supărat și stresat, el își abandonează mașina și începe să meargă pe jos prin Los Angeles spre casa unde locuiesc Beth și Adele, pentru a participa la petrecerea organizată de ziua de naștere a fiicei sale.
Foster se oprește la un magazin pentru a face rost de mărunțiș pentru un apel telefonic, dar, atunci când proprietarul coreean al magazinului (Michael Paul Chan) refuză să-i dea mărunțiș dacă nu cumpără nimic, Foster îi spune că prețurile din magazin sunt nejustificat de mari. Proprietarul îi cere lui Foster să plece din magazin și scoate o bâtă de baseball, pe care Foster o ia cu forța. El distruge o mare parte din marfă cu bâta de baseball, apoi plătește 50 de cenți pentru o doză de Coca-Cola de 85 de cenți înainte de a pleca. După ce merge pe jos un timp, el se oprește pe un deal, unde acoperă o gaură în talpa pantofului său cu o bucată de ziar. Foster este apoi abordat de doi membri ai unei bande, care pretind că el a trecut pe teritoriul lor. Ei îi cer să plătească o „taxă” - servieta lui - și-l amenință cu un cuțit, după ce Foster încearcă, fără succes, să plece. Foster îi atacă atunci cu bâta de baseball, iar cei doi fug. El își continuă drumul, punând în buzunar cuțitul bandiților.
Cei doi membri ai bandei, care caută răzbunare, cooptează alți doi membri ai bandei și cutreieră străzile până când îl găsesc pe Foster într-o cabină telefonică. Ei trag mai multe focuri de armă din mers, împușcând câțiva trecători, dar Foster scapă neatins. În timp ce bandiții încercau să scape, șoferul pierde controlul mașinii și intră într-un vehicul parcat. Foster se duce la ei, ia de pe jos un pistol-mitralieră Uzi, îl împușcă în picior pe un bandit, iar apoi pleacă luând cu el geanta plină de arme găsită în mașină. Într-un parc din apropiere, Foster este abordat de un cerșetor care-i cere bani, iar spre surprinderea acestuia el îi dă servieta, în care se află doar prânzul său (un sandviș și un măr).
Foster intră apoi într-un restaurant fast-food Whammy Burger și cere să primească micul dejun; cu toate acestea, restaurantul trecuse la meniul de prânz cu trei minute înainte de sosirea lui. După o discuție tensionată cu managerul nepăsător, Foster scoate un TEC-9 din geanta cu arme și trage accidental în plafon. El se decide să comande prânzul, dar este deranjat că burgerul primit nu seamănă cu cel din reclamă. Foster pleacă, încearcă să o sune pe Beth de la un telefon public și este agresat grosolan de cineva care dorește să folosească și el telefonul; atunci, el scoate un MAC-10 din geanta cu arme și trage cu el din cabina telefonică.
Acest șir de evenimente atrage atenția lui Prendergast (Robert Duvall), un sergent LAPD frustrat de faptul că soția sa isterică (Tuesday Weld) și colegii săi batjocoritori încearcă să-i zădărnicească în mod constant toate aspectele vieții sale personale. Este ultima zi de lucru a lui Prendergast înainte de pensionare, dar el insistă să-și facă datoria, spre exasperarea căpitanului, a colegilor și a soției sale. Audiind declarațiile unor martori, Prendergast concluzionează că responsabilă pentru toate aceste delicte este aceeași persoană. El își aduce aminte că în blocajul din trafic din aceeași zi un individ își părăsise mașina și plecase pe jos; ei găsesc mașina care avea o placă de înmatriculare cu inscripția „D-FENS”. Prendergast și partenerul său, detectivul Sandra Torres (Rachel Ticotin), o vizitează pe mama lui Foster, care spune că fiul ei o învinovățește pe ea pentru divorțul lui și își exprimă surprinderea când află că el ținuse secret faptul că-și pierduse serviciul. Cei doi polițiști își dau seama că Foster se îndreaptă spre casa soției sale din Venice, California, și se grăbesc să-l prindă din urmă.
Continuându-și drumul, Foster trece pe lângă o bancă unde vede un om (îmbrăcat identic cu el) care protestează pentru că i-a fost refuzată o cerere de împrumut. El ține o placă în mână și spune tuturor că banca i-a spus că „nu este viabil punct de vedere economic”. Omul este arestat de poliție și-i spune lui Foster să-și aducă aminte de el. Foster cumpără apoi un glob de zăpadă ca un cadou pentru ziua de naștere a Adelei și se oprește la un magazin pentru a cumpăra o pereche nouă de pantofi. Proprietarul (Frederic Forrest), un supremațist alb, a auzit despre evenimentul de la Whammy Burger, ascultând frecvența poliției și-i distrage atenția lui Torres, atunci când ea vine pentru a-i pune câteva întrebări. După ce pleacă, el îi arată lui Foster colecția sa de accesorii naziste, inclusiv un tub folosit de Zyklon B. El îi oferă un lansator de rachete și-l felicită pentru că a împușcat „grămada de ciori” de la Whammy Burger. Când Foster își exprimă dezgustul față de rasismul proprietarului magazinului, acesta din urmă scoate un pistol, sparge globul cu zăpadă și încearcă să-l încătușeze pe Foster. Proprietarul este înjunghiat cu un cuțit de către Foster și este omorât. Foster se îmbracă în haine militare, ia cu el lansatorul de rachete și începe să meargă iarăși pe jos.
În continuare, Foster se confruntă cu o echipă de muncitori de la reparațiile de drumuri și, acuzându-i că fac reparații inutile pentru a-și justifica bugetul, trage cu lansatorul de rachete, distrugând amenajarea de șantier. Drumul său îl duce pe un teren de golf, iar un jucător de golf furios trage o minge în direcția lui. Sătul de atacurile enervante, Foster trage cu pușca în mașina jucătorilor de golf, făcând-o să se scufunde într-un iaz din apropiere. Jucătorul de golf suferă un atac de cord și-l imploră în zadar să-i dea medicamentele, pentru că acestea erau în mașina care s-a scufundat.
Sărind peste un gard, Foster se taie la mână în sârmă ghimpată și se află pe terenul unei vile al cărei proprietar era plecat din oraș. El își dezlănțuie furia pe primul om pe care-l vede, unul dintre angajații proprietarului. El îi spune despre necazurile sale și se plânge că, după ani de serviciu loial, a fost considerat ca fiind depășit și concediat. Omul se oferă să fie luat ca ostatic, cu condiția să-i lase familia să plece liberă. Foster îi explică faptul că nu are de gând să le facă vreun rău, că are propria familie și că el încearcă să ajungă acasă.
Până când Foster ajunge la fosta sa locuință, Beth chemase deja poliția și fugise cu Adele. Uitându-se la filmele înregistrate în timpul căsătoriei lor, el își dă seama că izbucnirile sale frecvente de furie i-au speriat familia. De asemenea, își dă seama că fosta sa soție și fiica lor plecaseră pe cheiul din apropiere. Pe când ieșea din casă, Prendergast și Torres ajung la locuința lui Beth, iar Foster o împușcă pe Torres. Prendergast merge în urmărirea lui.
Pe cheiul din Venice, Foster își găsește fosta soție și fiica. Fiica lui este fericită să-l vadă, dar fosta lui soție este speriată și încearcă să-l țină departe de Adele. Prendergast ajunge pe dig, iar Foster i se plânge că a fost rău tratat de societate, dar nu acceptă că aceasta poate scuza a comportamentului său violent. În timp ce polițistul îi distrage atenția lui Foster, Beth și Adele fug. Foster îi propune lui Prendergast să rezolve disputa dintre ei în stilul unui duel din Vestul Sălbatic. El refuză să se predea, spunând că nu vrea ca fiica sa să-l viziteze la închisoare, acceptând să moară pentru ca Adele să primească banii din asigurarea lui de viață. Foster scoate brusc un pistol cu apă, iar Prendergast este forțat să-l împuște. După aceste evenimente, Prendergast decide să-și amâne ieșirea la pensie.

## Distribuție
- Michael Douglas - William „D-Fens” Foster
- Robert Duvall - sergentul de poliție Martin Prendergast
- Barbara Hershey - Elizabeth „Beth” Trevino, fosta soție a lui Foster
- Rachel Ticotin - detectivul Sandra Torres
- Tuesday Weld - Amanda Prendergast, soția sergentului
- Frederic Forrest - Nick, proprietarul nazist de magazin
- Michael Paul Chan - dl Lee, proprietarul coreean de magazin
- Raymond J. Barry - căpitanul Yardley
- D.W. Moffett - detectivul Lydecker
- Brett Hinkley - Rick, angajatul de la Whammy Burger
- Dedee Pfeiffer - Sheila Folsom, angajata de la Whammy Burger

## Încasări și recepție critică
Potrivit Boxofficemojo.com, filmul a avut încasări de peste 40 milioane de dolari pe plan intern. El a fost pe locul 1 după încasările la box-office în primele două săptămâni de la lansare (26-28 februarie 1993, 5-7 martie 1993).
Recenziile filmului au fost pozitive, cu un rating de 75% pe Rotten Tomatoes și o medie de 56 din 100 pe site-ul Metacritic. Vincent Canby de la The New York Times l-a numit „cel mai interesant și complet film comercial american al anului până acum și unul care va funcționa mai mult ca un test Rorschach pentru a-și expune secretele celor care-l privesc”. Philip Thomas de la revista Empire a scris în recenzia sa că „în timp ce moralitatea metodelor lui D-Fens este discutabilă, există o rezonanță cu privire la reacția sa la supărările de zi cu zi, și interpretarea hipnotică a lui Michael Douglas o face memorabilă”. Roger Ebert, care a dat filmului o recenzie pozitivă la momentul lansării sale, a declarat despre William „D-Fens” Foster următoarele:
„Ceea ce este fascinant la personajul lui Douglas, așa cum e scris și interpretat, este nucleul de tristețe din sufletul lui. Da, noi l-am întâlnit în timp, el a trecut peste limită. Dar nu există nici o bucurie în ieșirile sale violente, nici o eliberare. El pare obosit și confuz, iar în acțiunile sale el urmează în mod inconștient scenariile pe care le-ar fi putut învăța din filme sau de la știri, unde alți inadaptați frustrați își varsă furia lor pe trecătorii nevinovați.”

### Controverse
The Korean American Coalition a protestat față de tratamentul minorităților din film, cu referire la băcanul coreean. Warner Brothers Korea a anulat lansarea filmului în Coreea de Sud în urma amenințărilor de boicot. Foștii lucrători din industria de apărare au fost, de asemenea, înfuriați de portretizarea lor în film. Cădere liberă a fost descris ca o explorare definitivă a noțiunii de „bărbat alb furios”; personajul D-FENS a apărut pe coperta revistelor și a rămas ca o întruchipare a stereotipului.

## Premii
- 1993 Camerimage - nominalizat la Premiul Golden Frog (Andrzej Bartkowiak)
- 1993 Festivalul de Film de la Cannes - nominalizat la Palme d'Or (Joel Schumacher)[14]
- 1994 Premiul Edgar - câștigător al premiului pentru cel mai bun scenariu de film (Ebbe Roe Smith)